# توم سافيني
توم سافيني (بالإنجليزية: Tom Savini )‏ (و. 1946  م) هو فنان الماكياج، ومخرج أفلام، ومصور، والماكياج المسرحي، وممثل أفلام، ومؤدي مشاهد خطيرة، من الولايات المتحدة، ولد في بيتسبرغ.

## التعليم
تعلم في Carnegie Mellon College of Fine Arts ‏.

## جوائز
حصل على جوائز منها:
- 13th Saturn Awards [الإنجليزية]‏.

## وصلات خارجية
- توم سافيني على موقع IMDb (الإنجليزية)
- توم سافيني على موقع روتن توميتوز (الإنجليزية)
- توم سافيني على موقع قاعدة بيانات الأفلام العربية
- توم سافيني على موقع ألو سيني (الفرنسية)
- توم سافيني على موقع أول موفي (الإنجليزية)
- توم سافيني على موقع قاعدة بيانات الأفلام السويدية (السويدية)
- توم سافيني على موقع إن إن دي بي (الإنجليزية)
- توم سافيني على موقع ديسكوغز (الإنجليزية)
- توم سافيني على موقع قاعدة بيانات الفيلم (الإنجليزية)
- توم سافيني على موقع كينوبويسك (الروسية)